# Герб Калінінградської області

Герб Калінінградської області

Герб Калінінградської області є символом Калінінградської області, прийнято 8 червня 2006 року.

## Опис
Герб Калінінградської області — геральдичний щит, розділений на дві частини. У верхньому червленому полі перебуває зображення срібного зубчастого муру з відкритими воротами й вихідними з мурів двома срібними зубчастими вежами. На поле щита між вежами розташований вензель імператриці Єлизавети Петрівни середини XVIII століття. Нижній хвилеподібний край щита лазурового кольору обтяжено п'ятьма золотими колами. Герб увінчаний бурштиновою короною й обрамлений стрічкою ордена Леніна.